# Jesus Nogueiras Santiago
Jesus Nogueiras Santiago (ur. 17 czerwca 1959 w Santa Clara) – kubański szachista i trener szachowy (FIDE Senior Trainer od 2005), arcymistrz od 1979 roku.

## Kariera szachowa
Jest dwukrotnym mistrzem Kuby (w latach 1978 i 1984). W połowie lat 80. należał do szerokiej światowej czołówki, co potwierdził w roku 1985, zajmując na turnieju międzystrefowym w Taxco de Alarcón II miejsce (za Janem Timmanem) i zdobywając awans do grona pretendentów do tytułu mistrza świata. W rozegranym w tym samym roku w Montpellier turnieju pretendentów zajął odległe XV miejsce. Bardzo blisko ponownej kwalifikacji do tego etapu rozgrywek był w roku 1987, ale na turnieju rozegranym w Zagrzebiu zajął IV miejsce i nie wywalczył awansu. W roku 2000 wystąpił w New Delhi w pucharowym turnieju o mistrzostwo świata, ale w I rundzie przegrał po dogrywce z Jaanem Ehlvestem i odpadł z dalszej rywalizacji.
W roku 1991 podzielił I m. (wraz z Michaiłem Talem i Julio Granda Zuniga) w memoriale Mieczysława Najdorfa w Buenos Aires. Dwa lata później zajął II m. (za Markiem Hebdenem) w memoriale Jose Raula Capablanki w Cienfuegos. W roku 1997 zwyciężył w memoriale Carlosa Torre Repetto w Meridzie, zaś w następnym roku powtórzył to osiągnięcie na turnieju w Santa Clarze. W roku 2004 zwyciężył w Hawanie (turniej B) oraz zajął II m. w Santa Clarze (również w turnieju B). W 2008 r. podzielił I m. (wspólnie z Holdenem Hernandezem Carmenatesem) w memoriale Guillermo García Gonzáleza w Santa Clarze.
W latach 1980–2008 czternastokrotnie (w tym 7 razy na I szachownicy) uczestniczył w szachowych olimpiadach. Pięciokrotnie reprezentował swój kraj na drużynowych mistrzostwach świata. W roku 2005 zdobył w Beer Szewie brązowy medal za indywidualny wynik na IV szachownicy.
Najwyższy ranking w dotychczasowej karierze osiągnął 1 lipca 1993 r., z wynikiem 2580 punktów dzielił wówczas 74-81. miejsce na światowej liście FIDE, jednocześnie zajmując pierwsze miejsce wśród kubańskich szachistów.